# ارنست یوست
ارنست یوست (مجاری: Ernő Juszt; ۱۷ ژوئن ۱۹۲۷ – ۲۱ آوریل ۱۹۹۲) بازیکن فوتبال اهل چکسلواکی بود.
از باشگاه‌هایی که در آن بازی کرده‌است می‌توان به باشگاه فوتبال اوورلا اوژهورود و باشگاه فوتبال دینامو کی‌یف اشاره کرد.